# Annouk Boshuizen
Annouk Boshuizen (Vlaardingen, 22 mei 1998) is een Nederlands voetbalster die als middenvelder uitkwam voor ADO Den Haag, Feyenoord en FC Twente in de Vrouwen Eredivisie. Sinds 7 januari 2025 is ze clubloos.

## Carrière
Annouk Boshuizen kwam via de jeugd van VV Zwaluwen, VFC en VDL  in januari 2016 over naar ADO Den Haag. Ze maakte haar debuut in het betaalde voetbal voor ADO Den Haag op 25 maart 2017, in de met 0-2 verloren uitwedstrijd tegen FC Twente. Zij startte hierbij in de basis en werd na 75 minuten gewisseld. In 2021 verruilde ze ADO Den Haag voor het in dat jaar opgerichte team van Feyenoord. Boshuizen is gekozen tot de eerste aanvoerder van Feyenoord.
Op 14 juli 2023 werd bekend dat Boshuizen de overstap maakte naar FC Twente. Boshuizen maakte haar debuut voor FC Twente in een kwalificatiewedstrijd voor de UEFA Women's Champions League wedstrijd tegen SK Sturm Graz. Haar debuut voor FC Twente in de Vrouwen Eredivisie maakte Boshuizen op 27 januari in een uitwedstrijd tegen haar oude club Feyenoord.
In de zomer van 2024 keerde Boshuizen terug bij ADO Den Haag. In de Hofstad tekende ze een eenjarig contract. Ze kwam in deze periode tot acht wedstrijden voor de club uit de Hofstad. Op 7 januari 2025 maakte ADO Den Haag bekend, in onderling overleg met Boshuizen, het tot 30 juni 2025 per direct te ontbinden.

## Statistieken
| Seizoen | Club         | Competitie | Competitie | Competitie | Beker | Beker | Overig | Overig | Totaal | Totaal |
| Seizoen | Club         | Competitie | Wed.       | Dlp.       | Wed.  | Dlp.  | Wed.   | Dlp.   | Wed.   | Dlp.   |
| ------- | ------------ | ---------- | ---------- | ---------- | ----- | ----- | ------ | ------ | ------ | ------ |
| 2016/17 | ADO Den Haag | Eredivisie | 3          | 0          | 0     | 0     | 0      | 0      | 3      | 0      |
| 2017/18 | ADO Den Haag | Eredivisie | 1          | 1          | 0     | 0     | 0      | 0      | 1      | 1      |
| 2018/19 | ADO Den Haag | Eredivisie | 19         | 0          | 0     | 0     | 0      | 0      | 19     | 0      |
| 2019/20 | ADO Den Haag | Eredivisie | 6          | 0          | 0     | 0     | 0      | 0      | 9      | 0      |
| 2020/21 | ADO Den Haag | Eredivisie | 19         | 0          | 3     | 0     | 5      | 0      | 27     | 0      |
| 2021/22 | Feyenoord    | Eredivisie | 24         | 1          | 1     | 0     | 0      | 0      | 25     | 1      |
| 2022/23 | Feyenoord    | Eredivisie | 16         | 0          | 0     | 0     | 0      | 0      | 16     | 0      |
| 2023/24 | FC Twente    | Eredivisie | 2          | 0          | 0     | 0     | 1      | 0      | 3      | 0      |
| 2024/25 | ADO Den Haag | Eredivisie | 8          | 0          | 0     | 0     | 0      | 0      | 8      | 0      |
| Totaal  | Totaal       | Totaal     | 112        | 2          | 4     | 0     | 6      | 0      | 122    | 2      |

Laatste update: 7 januari 2025